# Борид хрома
Монобори́д хро́ма — бинарное неорганическое соединение металла хрома и бора с формулой CrB,
жёлтые кристаллы,
не растворимые в воде.

## Получение
- Спекание бора и хрома в водородной атмосфере:

{\displaystyle {\mathsf {Cr+B\ {\xrightarrow {T}}\ CrB}}}
- Магниеборотермический метод[1]:

{\displaystyle {\mathsf {Cr_{2}O_{3}+B_{2}O_{3}+6Mg\ {\xrightarrow {T=1200K}}\ 2CrB+6MgO}}}
- Электролиз расплава смеси 3B2O3·2CaO и CaF2, в которой растворён Cr2O3, при 1000 К[1].

## Физические свойства
Борид хрома образует жёлтые кристаллы ромбической сингонии, пространственная группа C mcm, параметры ячейки a = 0,2969 нм, b = 0,7858 нм, c = 0,2932 нм, Z = 4. Атомы хрома образуют в кристаллической структуре трёхгранные призмы, в центрах половины которых находятся атомы хрома, а через остальные призмы проходит зигзагообразная цепочка атомов бора параллельно оси. Аналогичные структуры образуют монобориды VB, NbB, TaB, β-MoB, β-WB, NiB.
Хорошо проводит электрический ток; удельное сопротивление 45,5 мкОм·см при 300 К. Коэффициент термоЭДС −4,7 мкВ/К при комнатной температуре.
Микротвёрдость моноборида хрома (2200 кГ/мм2) наибольшая среди всех боридов хрома, кроме CrB2.
Рентгенографическая плотность 6,12 г/см3, пикнометрическая плотность 6,13 г/см3.
Не растворяется в воде.

## Химические свойства
Устойчив в разбавленной серной кислоте; в концентрированной азотной кислоте пассивируется благодаря образованию плёнки оксида хрома Cr2O3. Реагирует с концентрированной соляной кислотой. При нагревании на воздухе начинает окисляться при 500—800 °C с образованием оксида хрома(III) и борного ангидрида B2O3.

## Другие соединения
- Известны бориды хрома другого состава: Cr3B4, CrB2, Cr4B, Cr2B, Cr5B3, Cr3B2[1].